# San Martino di Venezze
San Martino di Venezze là một đô thị ở tỉnh Rovigo ở vùng Veneto của Ý, có khoảng cách khoảng 50 km về phía tây nam của Venezia và khoảng 10 km về phía đông bắc của Rovigo. Tại thời điểm ngày 31 tháng 12 năm 2004, đô thị này có dân số 3.925 người và diện tích là 31,1 km².
Đô thị San Martino di Venezze có các frazioni (các đơn vị cấp dưới, chủ yếu là các làng) Beverare, Contea, Palazzo Corni, và Trona di Sopra.
San Martino di Venezze giáp các đô thị: Adria, Anguillara Veneta, Cavarzere, Pettorazza Grimani, Rovigo, Villadose.